# Бялисток (Грубешівський повіт)
Бялисток — (пол. Białystok; укр. Білосток) присілок українського Закерзоння (в історичному Надсянні), що знаходиться тепер у Польщі, розташоване у Люблінському воєводстві Грубешівського повіту, ґміни Долгобичув.

## Історія
Одразу по 2-й світовій війні польським уряд заповзявся позбутися українського населення краю, внаслідок етнічних чисток Надсяння та операції Вісла майже всі українці були вбиті поляками або ж депортовані за межі села, вже з роками частина селян повернулися, а інші залишилися розсіяними по світах.

## Український цвинтар
Перебуває у стані руїни. Епізодично прибирають приїжджі волонтери.